# Raimondo Montecuccoli
Raimondo, hrabia de Montecúccoli lub Montecucculi, Raimondo Graf Montecúccoli (ur. 21 lutego 1609 w zamku Montecucculo w Modenie, zm. 16 października 1680 w Linzu) – cesarski wódz, książę Świętego Cesarstwa Rzymskiego i neapolitański książę Melfi, wybitny teoretyk wojskowy.

## Początki – wojna trzydziestoletnia
Rodzina jego wywodziła się z Burgundii i osiedliła się w północnych Włoszech w X w. W wieku 16 lat Montecuccoli rozpoczął karierę wojskową, służąc pod dowództwem swego wuja, hrabiego Ernesta Montecuccolego, generała austriackiego. Cztery lata później, po bardzo czynnej służbie w Niemczech i Niderlandach, został kapitanem piechoty. Został ciężko ranny podczas szturmu na Neubrandenburg i jeszcze w tym samym 1631 r. wpadł w ręce Szwedów podczas I bitwy pod Breitensfeld. Ponownie został ranny w bitwie pod Lützen w 1632 r. Podczas rekonwalescencji został awansowany na majora w regimencie swego wuja. Wkrótce potem został pułkownikiem-porucznikiem kawalerii. Odznaczył się w bitwie pod Nordlingen w 1634 r. oraz podczas szturmu Kaiserslautern. W następnym roku został pułkownikiem za wyczyn wojskowy o niezwykłej błyskotliwości, za znakomitą szarżę przełamującą dowodzonej przez niego ciężkiej kawalerii.
Walczył na Pomorzu, w Czechach i w Saksonii (zaskoczenie pod Wolmirstedt w 1636 r., bitwy pod Wittstock i Chemnitz), a w 1639 r. dostał się do niewoli w Melniku, w czasie której przez dwa i pół roku przebywał w Szczecinie i Weimarze. W niewoli studiował, nie tylko sztukę wojenną, ale także geometrię euklidesową, historię Tacyta i architekturę Witruwiusza, planował napisać swą własną rozprawę na temat wojny.
Po uwolnieniu ponownie wyróżnił się podczas walk na Śląsku. W 1642 r. pobił Szwedów w bitwach pod Opawą i Brzegiem.

## Walki z Rakoczym i koniec wojny trzydziestoletniej
W 1643 r. na żądanie cesarza Ferdynanda III wyruszył do Włoch. 22 czerwca 1644 awansował na stopień marszałka polnego porucznika i otrzymał stanowisko w Radzie Wojennej. W latach 1645–1646 służył na Węgrzech, walcząc przeciwko księciu siedmiogrodzkiemu Jerzemu Rakoczemu, a następnie toczył walki nad Dunajem i Neckarem przeciwko Francuzom. Potem znów walczył na Śląsku i Czechach przeciwko Szwedom. Zwycięstwo pod Trzebielą na Śląsku przyniosło mu 23 czerwca 1648 awans na stopień generała kawalerii. W bitwie pod Zusmarshausen w 1648 r. zajadła postawa dowodzonej przez niego ariergardy uratowała armię cesarską przed całkowitym zniszczeniem.
Kilka lat później po pokoju westfalskim Montecuccoli zaangażował się głównie w działania Rady Wojennej, a w międzyczasie wyjeżdżał do Flandrii i Anglii jako reprezentant cesarza, a także do Szwecji jako wysłannik papieża Innocentego X do królowej Krystyny, następnie do Modeny, gdzie nawet wziął udział w turnieju rycerskim na kopie, który wygrał.

## Wojna z Karolem Gustawem
W 1657 r., zaraz po ślubie z hrabiną Margarethe de Dietrichstein, wziął udział w ekspedycji przeciwko Rakoczemu i Szwedom, którzy walczyli z Polską. 12 stycznia 1658 r. został marszałkiem polnym armii cesarskiej. Wspólnie z elektorem Brandenburgii Fryderykiem Wilhelmem oraz ekspedycyjnymi wojskami polskimi pod Stefanem Czarnieckim walczył w Danii przeciwko Szwedom. Walki te zakończył pokój w Oliwie w 1660.

## Walki z Turkami
W latach 1661–1664 Montecuccoli, mając znacznie słabsze siły, bronił Austrii przed Turkami. W bitwie w pobliżu opactwa Szentgotthárd nad Rabą (1 sierpnia 1664) całkowicie pobił Turków, co doprowadziło do dwudziestoletniego rozejmu zawartego w Vasvár. Otrzymał Order Złotego Runa oraz został przewodniczącym Nadwornej Rady Wojennej, a także naczelnikiem artylerii. 6 sierpnia 1664 został awansowany na stopień generała lejtnanta. Poświęcał się także swoim pracom z dziedziny historii sztuki wojennej oraz nauki.

## Wojna z Francją
Od 1672 r. przeciwstawiał się podbojom francuskich armii Ludwika XIV, a gdy nieuchronna wojna w końcu wybuchła, otrzymał dowództwo nad cesarską armią. W kampanii 1673 r. z sukcesami manewrował, mając za rywala marszałka de Turenne’a nad Neckarem i Renem, następnie zabezpieczył zdobycie Bonn. Później połączył swą armię z armią księcia orańskiego nad dolnym Renem.
Wycofał się, gdy w 1674 r. naczelnym wodzem nad Renem został Fryderyk Wilhelm. Jednak błyskotliwe sukcesy Turenne’a zimą 1674–1675 spowodowały, że powrócił nad Ren. Przez miesiące dwaj wodzowie manewrowali w dolinie Renu do momentu, gdy w bitwie pod Nieder Sasbach Turenne poległ. Montecuccoli najechał zaraz Alzację, gdzie prowadził walkę manewrową z Kondeuszem Wielkim. Ostatnim osiągnięciem Monteccuccoliego w wojnie było oblężenie Philippsburg.

## Emerytura
Resztę życia spędził w Wiedniu w wojskowej administracji, poświęcając się pracy literackiej i naukowej. W 1679 r. cesarz uczynił go księciem cesarstwa, a wkrótce potem od króla Neapolu otrzymał księstwo Melfi.
Montecuccoli zmarł w Linzu 16 października 1680 na skutek wypadku. Był jednym z najwybitniejszych wodzów cesarskich. Jego Memorie della guerra (opublikowane w Wiedniu w 1703 r.) znacznie wpłynęły na rozwój sztuki wojennej w następnym stuleciu.